# Catalogo Terzan
Il Catalogo Terzan (Ter) è un catalogo astronomico di ammassi globulari.
Il catalogo Terzan è composto da 11 ammassi globulari scoperti da Agop Terzan utilizzando osservazioni all'infrarosso effettuate all'Osservatorio di Lione in Francia durante gli anni '60 e i primi anni '70. La maggior parte degli ammassi globulari si trova nelle costellazioni del Sagittario e dello Scorpione, vicino al centro galattico della Via Lattea; Terzan 7 e Terzan 8 fanno molto probabilmente parte della Galassia Nana Ellittica del Sagittario. Sebbene tutti gli oggetti del catalogo Terzan fossero originariamente presunti ammassi globulari, ci sono stati recenti suggerimenti (di Mikkel Steine e altri) che alcuni di essi potrebbero in realtà essere ammassi aperti.
Poiché l'originale Terzan 11 è un duplicato di Terzan 5, le versioni più recenti del catalogo hanno ribattezzato l'originale Terzan 12 come Terzan 11.
Il catalogo si basa su documenti scientifici pubblicati da Agop Terzan nel 1966 (per Terzan 1), 1967 (per Terzan 2), 1968 (per Terzan da 3 a 8), e 1971 (per Terzan da 9 a 12).

## Lista di ammassi
Elenco degli ammassi stellari nel catalogo Terzan:
| Oggetto   | Constellazione | Ascensione retta (J2000) | Declinazione (J2000) | Magnitudine apparente | Diametro (arcominuti) |
| --------- | -------------- | ------------------------ | -------------------- | --------------------- | --------------------- |
| Terzan 1  | Scorpione      | 17h 35m 47.8s            | -30° 28′ 11″         | 13.9                  | 2.4'                  |
| Terzan 2  | Scorpione      | 17h 27m 33.4s            | -30° 48′ 08″         | 14.29                 | 0.7'                  |
| Terzan 3  | Scorpione      | 16h 28m 40.1s            | -35° 21′ 13″         | 12.0                  | 4.0'                  |
| Terzan 4  | Scorpione      | 17h 30m 38.9s            | -31° 35′ 44″         | 16.0                  | 0.7'                  |
| Terzan 5  | Sagittario     | 17h 48m 04.9s            | -24° 48′ 45″         | 13.85                 | 2.1'                  |
| Terzan 6  | Scorpione      | 17h 50m 46.4s            | -31° 16′ 31″         | 13.85                 | 1.2'                  |
| Terzan 7  | Sagittario     | 19h 17m 43.7s            | -34° 39′ 27″         | 12.0                  | 6.0'                  |
| Terzan 8  | Sagittario     | 19h 41m 45s              | -34° 00′ 01″         | 12.4                  | 4.4'                  |
| Terzan 9  | Sagittario     | 18h 01m 38.8s            | -26° 50′ 23″         | 16.0                  | 1.5'                  |
| Terzan 10 | Sagittario     | 18h 02m 57.4s            | -26° 04′ 00″         | 14.9                  | b. d.                 |
| Terzan 11 | Sagittario     | 18h 12m 15.8s            | -22° 44′ 31″         | 16.4                  | 1.5'                  |